# Уэйнрайт, Хуан Пабло
Хуан Пабло Уэйнрайт Нуила (исп. Juan Pablo Wainwright Nuila; 1894 — 18 февраля 1932) — гондурасский деятель левых революционных движений Центральной Америки. Бывший военнослужащий канадской армии времён Первой мировой войны, он вступил в Коммунистическую партию Сальвадора в 1928 году. В том же году он был выслан из страны и вернулся в Гондурас. Позже он был признан одним из главных коммунистических агитаторов в Латинской Америке. После побега из гондурасской тюрьмы в 1930 году он был арестован в Гватемале в январе 1932 года и после перепалки с гватемальским диктатором Хорхе Убико убит по приказу последнего.

## Молодость
Уэйнрайт родился в Санта-Барбаре в 1894 году в семье отца-англичанина (родом из Лидса) и матери-гондураски Карлоты Нуилы Лейвы. Многие подробности биографии Уэйнрайта остаются неясными. По версии историка рабочего движения Роберта Дж. Александра, Уэйнрайт какое-то время находился в заключении в США. После освобождения он присоединился к канадской армии и сражался на фронте Первой мировой войны во Франции. По словам Александра, он путешествовал по Европе, Африке и Азии и вернулся в Гондурас в 1924 году.
По версии биографа Рины Вилларс, Уэйнрайт провел большую часть своей юности в Манчестере, живя со своими тетей и дядей. В 1916 году он на короткое время присоединился к британскому Королевскому инженерному корпусу. Он много странствовал, работал моряком и занимался другими профессиями. Вернувшись в Центральную Америку, он открыл в Сальвадоре мелкий бизнес по продаже огнетушителей и пишущих машинок Smith Corona. В эти годы он также много путешествовал, но в рамках центральноамериканско-карибского региона. У него родился сын Уильям на Барбадосе.

## Коммунистический организатор
В 1928 году он стал членом Коммунистической партии Сальвадора. В том же году он был выслан из Сальвадора по политическим мотивам. После своего возвращения в Гондурас, где также существовала первая в стране компартия, он начал организовывать рабочих на плантациях United Fruit Company на севере Гондураса в Федерацию профсоюзов Гондураса (Federación Sindical Hondureña).
Статья в гватемальской газете назвала его одним из ведущих коммунистических агитаторов в Центральной Америке и обвинила его в стремлении создать федерацию советских республик в регионе. Наряду с политической активностью, он занимался продажей табака, сладостей и безалкогольных напитков в Сан-Педро-Сула. Уэйнрайт использовал этот свой семейный бизнес, компанию Hondusal, для трансграничной политической деятельности.

## Тюрьмы и казнь
После забастовки в Гондурасе в 1930 году он был заключён в тюрьму, но сумел бежать в Гватемалу. В Гватемале он использовал псевдоним Николас Герра. В феврале 1931 года на тайном партийном пленарном заседании, проходившем на Генеральном кладбище города Гватемала он был избран секретарём по внешним связям Коммунистической партии Гватемалы.
В январе 1932 года он вновь оказался в заключении, на сей раз в Гватемале по обвинению в подготовке мятежа в стране по образцу повстанческого движения в Сальвадоре. В помещении тюрьмы между Уэйнрайтом и гватемальским диктатором Хорхе Убико произошла острая дискуссия, в ходе которой Уэйнрайт плюнул Убико в лицо.
Диктатор приказал казнить Уэйнрайта 18 февраля 1932 года. Перед казнью Уэйнрайт пытался покончить жизнь самоубийством в своей камере, написав на стенах собственной кровью «Да здравствует Коммунистический Интернационал!». На следующий день Уэйнрайт был расстрелян.
Смерть Уэйнрайта способствовала образованию вакуума в руководстве рабочим движением на северном побережье Гондураса.